# Gare de Katsumada
La gare de Katsumada (勝間田駅, Katsumada-eki) est une gare ferroviaire localisée dans la ville de Shōō, dans la préfecture d'Okayama au Japon. La gare est exploitée par la compagnie JR West,sur la ligne Kishin.

## Service des voyageurs

### Desserte
La gare de Katsumada est une gare disposant de deux quais et de deux voies

| N° de voie | Ligne    | Direction   |
| ---------- | -------- | ----------- |
| 1          | ▆ Kishin | Sayo/Himeji |
| 2          | ▆ Kishin | Tsuyama     |

| JR West          |               |               |               |                 |
| Direction Himeji | Ligne Kinshin | Ligne Kinshin | Ligne Kinshin | Direction Niimi |
| Hayashino        |               | -             |               | Nishi-Katsumada |